# Šime Starčević
Šime Starčević (Shime Starcsevich) (Veliki Žitnik, Gospić, 18. travnja 1784. – Karlobag, 14. svibnja 1859.), bio je hrvatski svećenik, bogoslov, gramatičar (slovničar), pravopisac i borac za hrvatski jezik, prethodnik hrvatskih preporoditelja. Stric je hrvatskog političara Ante Starčevića.

## Životopis
Rođen je u Žitniku pokraj Gospića, 18. travnja 1784. godine. Pohađao je osnovnu školu i gimnaziju u Varaždinu. Studirao je filozofiju u Zagrebu i Grazu, a teologiju u Senju. Tamo je 1808. zaređen za svećenika
Od studenog 1808. bio je župnik u Ličkom Novom. Istodobno je obavljao dužnost kapelana u Gospiću. Svećeničku je službo obavljao zatim u Udbini (1812.–1815.) te u Karlobagu gdje je djelovao do smrti.
Govorio je latinski, talijanski, njemački i francuski te je bio dobar poznavatelj hrvatske i glagoljske književnosti. U godinu dana napisao je i objavio dvije gramatike koje se temelje na ličkim ikavskim štokavskim govorima te je prva na hrvatskom jeziku. Obje gramatike napisao je na nagovor maršala Augusta Marmonta, u doba Napoleonove Ilirije. O susretu Starčevića s Marmontom navodi se:
Napoleonov general Marmont upozna ga kao odlučna i sposobna čovjeka u prigodi, kad pop Šime ne dade mu, da oskvrne gospićke crkve. Kada je naime Marmont došao s vojskom u Gospić, htio je konje i vojnike smjestiti u crkvu, a pop Šime odlučno se opre tomu i oslovi ga klasično na francuskom jeziku. Marmont se začudi, odakle tomu čovjeku u zabitnom ličkom kraju tako poznavanje francuskoga jezika i tolika inteligencija? S njim se uputi u razgovor i dobro ga upozna. To se generalu tako svidjelo, da ga je pozvao u Ljubljanu za urednika službenog lista Telegraphe officiel des provinces illiriennes.
Starčević je prvi hrvatski filolog koji je potanko opisao četiri novoštokavska naglaska. Bio veliki protivnik Gajeva slovopisa.
Osim tih dviju gramatika, važni su njegovi brojni tekstovi u kojima se borio za posebnost hrvatskog jezika, koje je objavio u Zori dalmatinskoj, Glasniku dalmatinskom, brojne rasprave u Danici Ljudevita Gaja i Nevenu. Protivio se jezičnoj reformi koju je promicao Vuk Karadžić. Zbog takvih njegovih stavova, zbog činjenice da je Starčević prethodio Karadžiću te njegov rad razotkrivao sve jugounitarističke i velikosrpske uobrazilje o Vuku Karadžiću, stoljeće i pol se je praktično prešućivalo njegov rad u hrvatskoj znanosti i školstvu, tako da je u tom razdoblju vrlo malo autora pisalo o njemu (Pejnović 1940. o životu i povijesnom okolonstima, Anić 1968. o naglasnom sustavu, Vince 1973. o zaslugama za hrvatski književni jezik), a tek hrvatskim osamostaljenjem se progovorilo o njemu, a i tad je moralo čekati se desetljeće dok nisu osvanuli brojniji radovi, dok je prava monografija osvanula tek 2009. (Ričoslovje), u kojoj se analizira odrednice glagolskog vida u Starčevićevu pristupu opisa glagolskoga vida.

## Spomen
- 18. svibnja 2008. je njemu u čast podignut spomenik u Karlobagu, rad mladog gospićkog slikara Ivana Golca. Spomenik je podignut na prijedlog skupine građana i uprave karlobaškog kapucinskog samostana u Karlobagu.[3]

## Djela
- Nova ricsoslovica iliricska: vojnicskoj mladosti krajicskoj poklonjena/trudom i nastojanjem Shime Starcsevicha xupnika od Novoga u Lici, Trst, 1812. (pretisak, Institut za hrvatski jezik i jezikoslovlje, Zagreb, 2002.)
- Nova ricsoslovica iliricsko-francezka: na potribovanje vojnicske mladosti iliricskih darxavah / Mozin, Trst, 1812.
- Homelie iliti Tumačenje svetog evengjelja za sve nedilje: od Došastja Gospodinova do poslidnje nedilje po Duhovih, Zadar, 1850.
- Svagdanja pobožnost i prava izpovid kerstjanska po Shimi Starcsevichu. U Zagrebu. Tiskom i troškom F. Župana, Zagreb, 1854.
- Ričoslovje. Šime Stračević, (prir. i pog. popr. Ante Selak), Pergamena, Zagreb, 2009., (Biblioteka Croaticum, knj. 18)

### Članci
- Brlić, Ivan. 2010. Lički jezikoslovci kao dio hrvatskoga kulturnoga identiteta. Kroatologija. Sveučilište u Zagrebu – Fakultet hrvatskih studija. Zagreb. 1 (2): 24–41

## Vanjske poveznice
- Zadarski list Nikola Markulin: Tvorac prve gramatike hrvatskog jezika na hrvatskom jeziku, 30. listopada 2010.
- Grahovac-Pražić, Vesna, Pregledni rad "Homelie" Šime Starčevića // Crkva u svijetu, br. 4. (2011.), str. 449. – 465. (Hrčak)